# Contadina seduta in un prato
Contadina seduta in un prato (Paysanne assise dans l'herbe) è un dipinto a olio su tela (38,1 x 46,2 cm) realizzato nel 1883 dal pittore Georges-Pierre Seurat. È conservato nel Solomon R. Guggenheim Museum di New York.

## Descrizione
Il soggetto è una contadina vestita di blu, seduta a capo chino in mezzo ad un prato con il sole alle spalle. Il forte contrasto cromatico tra i toni scuri del soggetto e quelli chiari e solari del prato, che tendono al giallo, fanno risaltare la figura assorta.